# Steel Aréna
El Steel Aréna es un pabellón polideportivo situado en Košice, Eslovaquia.
Fue inaugurado el 24 de febrero de 2006 y desde su apertura el estadio es utilizado por el HC Košice de hockey sobre hielo.

## Eventos

### Hockey sobre hielo
- Fue sede del Campeonato Mundial de Hockey sobre Hielo Masculino de 2011

### Balonmano
- Sede del Campeonato Europeo de Balonmano Masculino de 2022

### Música
- Bryan Adams
- Deep Purple
- Kim Wilde
- Yamato
- Abba Mania
- Jean-Michel Jarre
- Seal
- Vanessa-Mae
- The Australian Pink Floyd Show
- Lord of the Dance
- Andrea Bocelli
- Carmen
- Kool & the Gang
- Tiësto
- Enrique Iglesias
- Scorpions
- Buena Vista Social Club
- Faithless
- Eros Ramazzotti
- Elton John
- 50 Cent

## Gallería

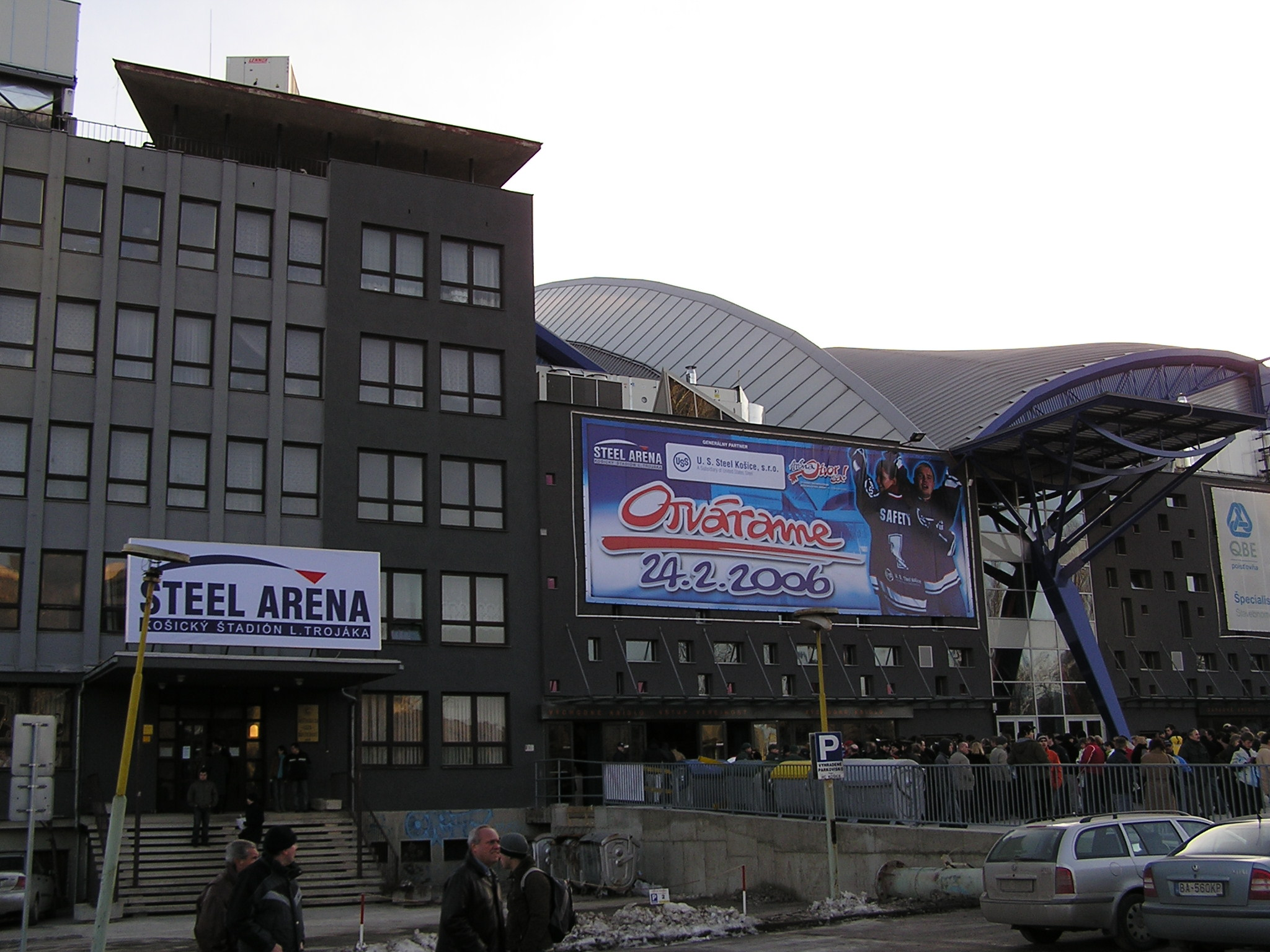
Inauguración de Steel Aréna (24 de febrero de 2006)
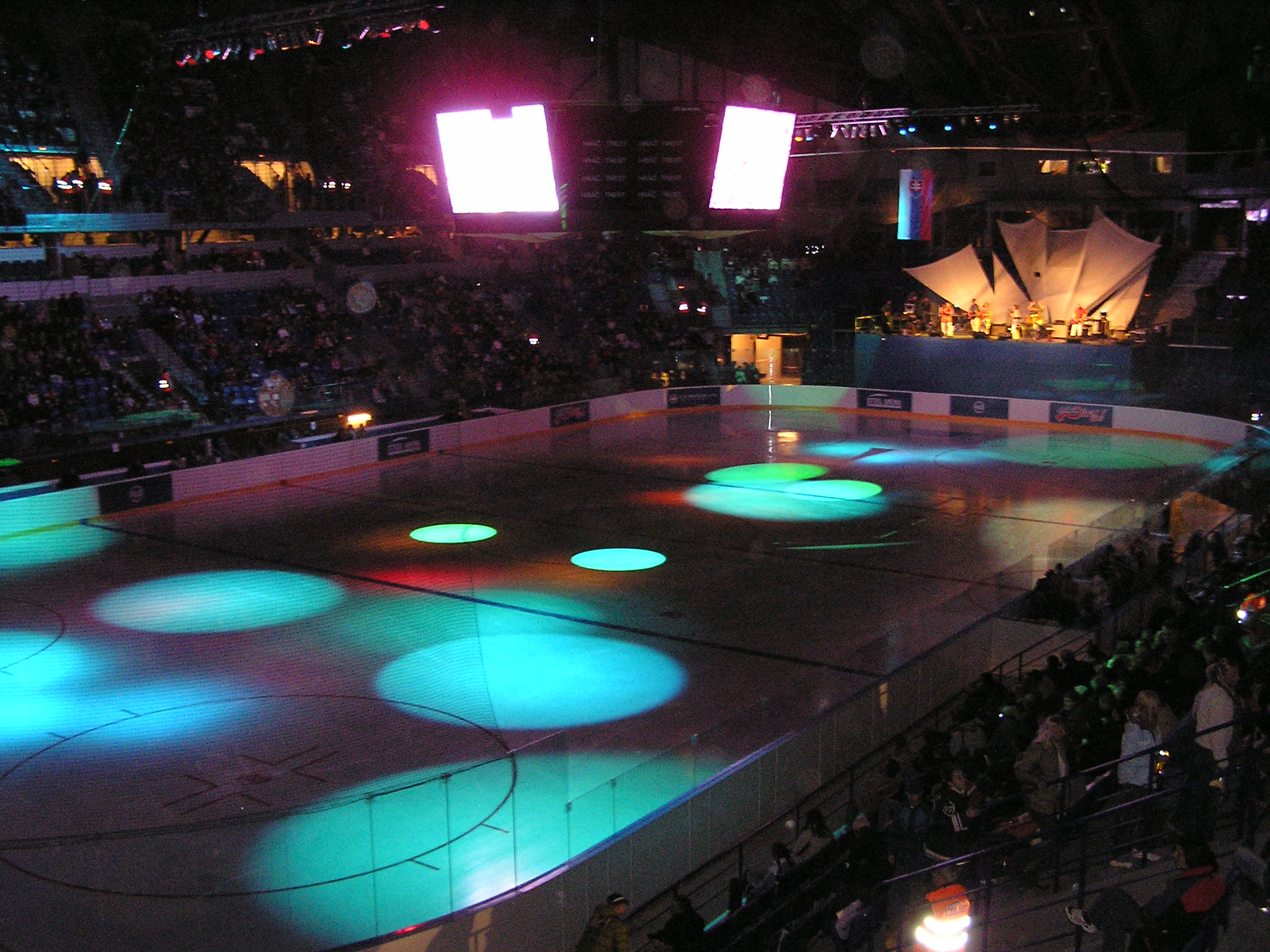
Ceremonia de inauguración
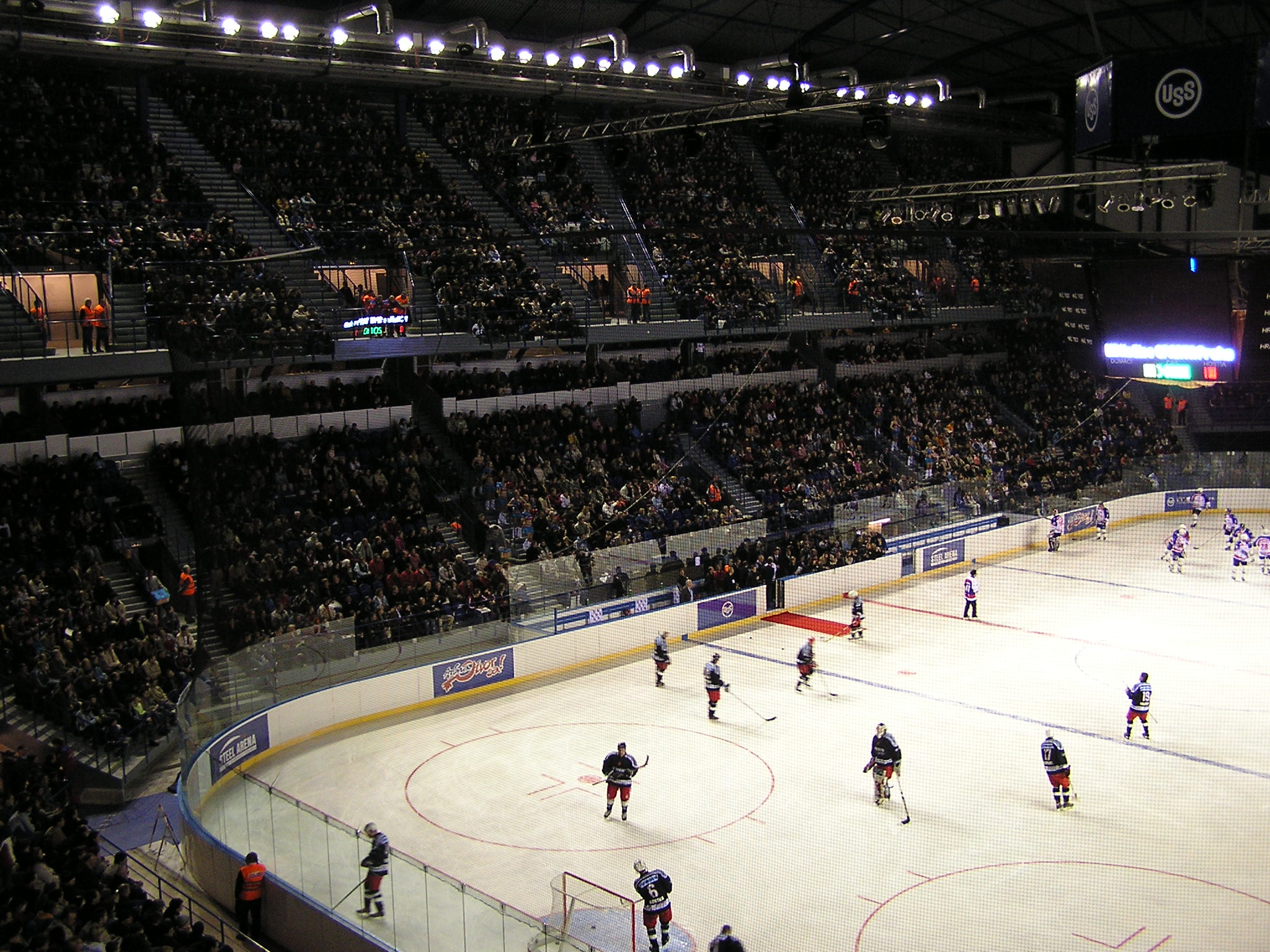
Partido primer de hockey sobre hielo: HC Sparta Praha vs HC Košice